# محمد محمود (ممثل)
 محمد محمود (مواليد 2 سبتمبر 1951 في مدينة القاهرة) هو ممثل مصري، حصل على درجة البكالوريوس من المعهد العالي للخدمة الاجتماعية عام 1973، وحصل كذلك على درجة البكالوريوس من المعهد العالي للفنون المسرحية بالقاهرة في عام 1981، ودبلوم الدراسات العليا في مجال الإخراج في عام 1985. شارك محمد محمود في بطولة عدد كبير من المسلسلات التليفزيونية والأفلام والمسرحيات، من أبرز أعماله المسرحية: (مراتي زعيمة عصابة، دو ري مي فاصوليا، خلوصي حارس خصوصي)، وفي التليفزيون: (فارس بلا جواد، 7 شارع السعادة، علشان ما ليش غيرك، أرض النفاق).

## أعماله

### أفلام
| - عصابة عظيمة: 2024 - البُعبع: 2023 - مرعي البريمو: 2023 - شوجر دادي: 2023 - المطاريد: 2023 - زومبي: 2022 - من أجل زيكو: 2022 - هاشتاج جوزني: 2022 - إنت حبيبي وبس:2019 | - الأبلة طم طم:2018 - أبو شنب:2016-أبو شنب - الوتر:2010-وكيل النيابة - أمير البحار:2009-ممس - فلاح في الكونجرس - اللص والثعلب:1995 - السيد كاف:1994 - ليه يا بنفسج:1993 - خلي بالك من عزوز:1992 | - شحاتين ونبلاء):1991 - مولد وصاحبه غايب:1990 - كباب ولكن:1990 - عزبة الصفيح:1987 - الوزير جاي:1986 - الدباح:1982 - قهوة المواردي:1981 - شرخ في جدار العائلة (قرار في ضوء البرق) |

### مسلسلات
| - اعلى نسبة مشاهدة 2024 - نصي التاني: 2023 - بالطو: 2023 - 1000 حمد الله على السلامة: 2023 - الهرشة السابعة: 2023 - الكبير أوي 7: 2023 - في بيتنا روبوت ج2: 2022 - كابتن أنوش ج3: 2023 - نجيب زاهي زركش: 2021 - طريف - إسعاف يونس: 2020 - الشركة الألمانية لمكافحة الخوارق: جمجوم وبم بم: 2020 - بخط الإيد: 2020 - عمر ودياب: 2020 - شقة فيصل:2019-أبو حبيبة صاحب محل التصوير - فكرة بمليون جنيه:2019-عدلي - الواد سيد الشحات:2019-السحاوي | - سوبر ميرو:2019-حشاد الببلاوي - أرض النفاق:2018-إسماعيل كسكسي - ربع رومي:2018 - خفة يد:2018 - كابتن أنوش ج3: 2018 - هربانة منها:2017-لبيب ح6/والد بسمة ح18/السباك ح28 - رمضان كريم:2017-المعلم الحناوي - كابتن أنوش ج1: 2017 - راس الغول: 2016 - بين السرايات:2015-حافظ السني - حارة اليهود:2015-ألفونس - لما تامر ساب شوقية:2015 - القاصرات:2013 - لحظات حرجة (ج3):2012-والد أمير - بيت العيلة (ج1):2009 - علشان ماليش غيرك:2009 | - كريمة كريمة:2009-أخو كريمة - سمير وعيلته الكتير:2009 - راجل وست ستات (ج3):2008 - 7 شارع السعادة:2008 - البنات:2003 - المرأة في الإسلام:2003 - فارس بلا جواد:2002 - ضبط وإحضار:2001-د زوزو - خالف تعرف:2001 - بوابة الحلواني (ج4):2001 - جسر الخطر:1999 - محمد ابراهيم ادم - هو وغيره:1999 - أوراق من المجهول:1998-ساطور - أوراق مصرية (ج1، 2):1998، 2002-عبدالرزاق - عباسية واحد:1997-مسعد - السيد هيصة:1997 - أرابيسك: أيام حسن النعماني:1994-بشير | - السوق:1992 - القضاء في الإسلام (ج3، 4، 7):1991، 1993، 1997 - البريمو:1991 - بنات زينب:1989 - الحب وسنينة:1989 - الهروب إلى السجن:1987 - بكيزة وزغلول:1987 - فرفشة (ج1، 2):1986 - ليلة القبض على فاطمة:1984 - أخو البنات:1984-سعد - الأزهر الشريف منارة الإسلام:1982 - عباد الرحمن - حكايات عم عبدالتواب (هيا بنا نفكر) - البحيرات المرة - حكاية سلامة - اللص المجهول - وقال الزمان - الهـودج |

### مسرحيات
| - سلام مربع: 2021 - 3 أيام في الساحل:2019-بغدادي - الحفلة التنكرية:2017 - زيارة سعيدة جدا:2014 - باب الفتوح:2014 | - مراتي زعيمة عصابة:2008 - ترا لم لم:2006 - خلوصي حارس خصوصي:2005 - الليبرو:2002 - حكيم عيون:2001 | - دو ري مي فاصوليا:2001 - ازعرينا:1999 - بهلول في إستنبول:1995-فورمايكا - البلطجيه:1988 - الصول والحرامي:1987 | - راقصة قطاع عام:1985-أشرف - التشريفة:1984 - الملف - باب الشعرية - أصل وكذا صورة-الأحدب |

| - دوخيني يا لمونة:2018 - تاهت ولقيناها:2016 - وبكرة ياما نشوف:1999 - مين ولا مين:1998 - لسان العصفور:1992 - عائلة مرزوق أفندي:1959-وائل - احترس من شوال الدقيق - مريض حضاري - إوعى لعقلك | - الحب القاتل:2004 - دلوعة نابليون:1998 - عريس بالصدفه:1998 - قيد المواليد - في سبيل الخلود - المغامرون الخمسة وآلة الزمن في المستقبل:2004-محب - المغامرون الخمسة و آلة الزمن:2003-محب - حلم والا علم:1999-ضيف شرف - المناسبات:1988 |

## روابط خارجية
- محمد محمود على موقع قاعدة بيانات الأفلام العربية